# Austrozele straminea
Austrozele straminea är en stekelart som först beskrevs av Günther Enderlein 1920.  Austrozele straminea ingår i släktet Austrozele och familjen bracksteklar. Inga underarter finns listade.